# Championnat de Belgique féminin de handball 2024-2025
Navigation
2023-2024 2025-2026
La saison 2024-2025 du Championnat de Belgique féminin de handball est la 53e saison de la plus haute division belge de handball. La compétition se joue en une phase principale de 18 journées.

## Participants
| Club                    | Classement 2023/23 | Localisation | Entraîneur | Salle                       | Capacité |
| ----------------------- | ------------------ | ------------ | ---------- | --------------------------- | -------- |
| HB Saint-Trond          | 1er                | Saint-Trond  | ?          | Sporthal Jodenstraat        | ?        |
| KTSV Eupen 1889         | 2e                 | Eupen        | ?          | Sportzentrum Eupen          | ?        |
| Hubo Handbal*           | 3e                 | Hasselt      | ?          | Sporthal Alverberg          | 1.730    |
| HV Uilenspiegel Wilrijk | 4e                 | Wilrijk      | ?          | Sporthal De Bist            | ?        |
| HC Sprimont             | 5e                 | Sprimont     | ?          | Hall Omnsiports de Sprimont | ?        |
| Fémina Visé Handball    | 6e                 | Visé         | ?          | Hall Omnisports de Visé     | 600      |
| DHC Waasmunster         | 7e                 | Waasmunster  | ?          | Sporthal Hoogendonck        | ?        |
| Union Beynoise Handball | 8e                 | Beyne-Heusay | ?          | Hall Omnisports Edmond Rigo | 400      |
| DHC Overpelt            | 9e                 | Overpelt     | ?          | Sporthal De Bemvoort        | ?        |
| HC Atomix               | 1er de D2          | Haecht       | ?          | Sporthal Den Dijk           | ?        |

* : le Hubo Handbal est créé à l'été 2024 lors de la fusion du Initia HC Hasselt et du Handbalclub Tongeren

## Localisation
| \| Visé Hasselt Sprimont Waasmunster Saint-Trond Beyne-Heusay Wilrijk Haecht Eupen Overpelt \| Localisation des clubs engagés dans le championnat |
| Visé Hasselt Sprimont Waasmunster Saint-Trond Beyne-Heusay Wilrijk Haecht Eupen Overpelt                                                          |

| # | Province                      | Nombre | Équipe(s)                                                 |
| - | ----------------------------- | ------ | --------------------------------------------------------- |
| 1 | Province de Limbourg          | 4      | Hubo Handbal, HB Saint-Trond, DHC Overpelt et HC Sprimont |
| 2 | Province de Liège             | 3      | Fémina Visé, Union Beynoise Handball et KTSV Eupen 1889   |
| 3 | Province de Flandre-Orientale | 1      | DHC Waasmunster                                           |
| 3 | Province d'Anvers             | 1      | HV Uilenspiegel Wilrijk                                   |
| 3 | Province du Brabant flamand   | 1      | HC Atomix                                                 |

| # | Province | Nombre | Équipe(s) |
| - | -------- | ------ | --- |
| 1 | VHV      | 7      | Hubo Handbal, HB Saint-Trond, DHC Overpelt, HC Sprimont, DHC Waasmunster, HC Atomix et HV Uilenspiegel Wilrijk |
| 2 | LFH      | 3      | Fémina Visé, Union Beynoise Handball et KTSV Eupen 1889                                                        |

## Saison régulière
Le classement est calculé avec le barème de points suivant :
- la victoire vaut deux points,
- le match nul vaut un point,
- la défaite vaut zéro point.

Au terme de la première phase, les 4 meilleures équipes de chaque poule jouent les playoffs, où les deux premiers disputeront la finale pour titre de champion de Belgique. Les autres équipes se retrouvent en playdowns pour éviter la descente. Les équipes à égalité sont départagées d'après le score cumulé de leurs deux matches. Si nécessaire, les scores cumulés puis le nombre de buts inscrits face à chacune des autres équipes, selon leur classement, seront utilisés.

### Classement
| mise à jour: 3 mars 2025 \| \| Équipe \| Pts \| J \| G \| N \| P \| Bp \| Bc \| Diff \| Dép \| \| -- \| ----------------------- \| --- \| -- \| -- \| - \| -- \| --- \| --- \| ---- \| --------- \| \| 1 \| Hubo Handbal \| 28 \| 18 \| 14 \| 0 \| 4 \| 516 \| 408 \| 108 \| 6pts \| \| 2 \| HC Sprimont \| 28 \| 18 \| 14 \| 0 \| 4 \| 547 \| 431 \| 116 \| 4pts \| \| 3 \| HB Saint-Trond T \| 28 \| 18 \| 14 \| 0 \| 4 \| 553 \| 395 \| 158 \| 2pts \| \| 4 \| KTSV Eupen 1889 \| 26 \| 18 \| 13 \| 0 \| 5 \| 487 \| 421 \| 66 \| 2pts (+2) \| \| 5 \| HC Atomix P \| 26 \| 18 \| 13 \| 0 \| 5 \| 531 \| 470 \| 61 \| 2pts (-2) \| \| 6 \| DHC Overpelt \| 15 \| 18 \| 7 \| 1 \| 10 \| 433 \| 497 \| -64 \| - \| \| 7 \| DHC Waasmunster [p 1] \| 14 \| 18 \| 7 \| 0 \| 11 \| 461 \| 493 \| -32 \| - \| \| 8 \| Union Beynoise Handball \| 8 \| 18 \| 4 \| 0 \| 14 \| 500 \| 577 \| -77 \| - \| \| 9 \| Fémina Visé Handball \| 4 \| 18 \| 2 \| 0 \| 16 \| 422 \| 566 \| -144 \| - \| \| 10 \| HV Uilenspiegel Wilrijk \| 3 \| 18 \| 1 \| 1 \| 16 \| 408 \| 600 \| -192 \| - \| | - Qualification aux playoffs - Participation aux playdowns - T : Tenant du titre 2023-2024 - C : Vainqueur de la Coupe de Belgique 2024-2025 - P : Promu de D2 2023-2024 |     |    |    |   |    |     |     |      |           |
| | Équipe | Pts | J  | G  | N | P  | Bp  | Bc  | Diff | Dép       |
| 1 | Hubo Handbal | 28  | 18 | 14 | 0 | 4  | 516 | 408 | 108  | 6pts      |
| 2 | HC Sprimont | 28  | 18 | 14 | 0 | 4  | 547 | 431 | 116  | 4pts      |
| 3 | HB Saint-Trond T | 28  | 18 | 14 | 0 | 4  | 553 | 395 | 158  | 2pts      |
| 4 | KTSV Eupen 1889 | 26  | 18 | 13 | 0 | 5  | 487 | 421 | 66   | 2pts (+2) |
| 5 | HC Atomix P | 26  | 18 | 13 | 0 | 5  | 531 | 470 | 61   | 2pts (-2) |
| 6 | DHC Overpelt | 15  | 18 | 7  | 1 | 10 | 433 | 497 | -64  | -         |
| 7 | DHC Waasmunster | 14  | 18 | 7  | 0 | 11 | 461 | 493 | -32  | -         |
| 8 | Union Beynoise Handball | 8   | 18 | 4  | 0 | 14 | 500 | 577 | -77  | -         |
| 9 | Fémina Visé Handball | 4   | 18 | 2  | 0 | 16 | 422 | 566 | -144 | -         |
| 10 | HV Uilenspiegel Wilrijk | 3   | 18 | 1  | 1 | 16 | 408 | 600 | -192 | -         |

1. ↑  A perdu un match par forfait

### Matchs
| Résultats (dom.\ext.)                                      | Atom. | Bey.  | Eupen | Hubo  | Ove.  | St-T. | Spr.  | Uil.  | Vis.  | Waas. |
| HC Atomix P                                                |       | 36-32 | 25-31 | 23-28 | 28-20 | 24-37 | 27-25 | 34-24 | 31-23 | 34-25 |
| Union Beynoise Handball                                    | 27-35 |       | 30-37 | 25-30 | 25-30 | 26-41 | 20-36 | 45-27 | 32-25 | 31-29 |
| KTSV Eupen 1889                                            | 21-25 | 32-26 |       | 26-21 | 21-18 | 25-24 | 27-20 | 32-20 | 36-20 | 32-26 |
| Hubo Handbal                                               | 25-28 | 40-30 | 22-27 |       | 36-19 | 19-16 | 27-21 | 36-20 | 31-28 | 10-0F |
| DHC Overpelt                                               | 26-39 | 25-23 | 23-22 | 23-31 |       | 22-32 | 23-28 | 26-26 | 27-22 | 28-24 |
| HB Saint-Trond T                                           | 30-24 | 36-18 | 30-15 | 24-31 | 30-21 |       | 25-20 | 32-20 | 42-18 | 39-21 |
| HC Sprimont                                                | 31-28 | 38-28 | 27-21 | 29-25 | 35-22 | 29-22 |       | 31-14 | 38-22 | 28-20 |
| HV Uilenspiegel Wilrijk                                    | 19-32 | 27-35 | 15-22 | 24-38 | 26-32 | 18-34 | 27-42 |       | 32-28 | 22-29 |
| Fémina Visé Handball                                       | 23-29 | 23-21 | 21-27 | 26-34 | 22-29 | 16-26 | 29-39 | 31-21 |       | 28-37 |
| DHC Waasmunster                                            | 23-29 | 30-26 | 28-23 | 25-32 | 27-19 | 28-33 | 24-30 | 31-26 | 34-23 |       |
| - Victoire à domicile - Match nul - Victoire à l'extérieur |       |       |       |       |       |       |       |       |       |       |

## Play-offs

### Classement
Les playoffs sont un mini-championnat opposant en matches aller-retour les six premières équipes de la saison régulière du championnat. Avant le début des playoffs les équipes reçoivent un bonus de points en fonction de leur classement en saison régulière : le premier reçoit 4 points, le deuxième reçoit 3 points, le troisième reçoit 2 points et le quatrième reçoit 1 point.
|   | Équipe           | Pts | J | G | N | P | Bp  | Bc  | Diff | Dép |
| - | ---------------- | --- | - | - | - | - | --- | --- | ---- | --- |
| 1 | HB Saint-Trond T | 12  | 6 | 5 | 0 | 1 | 154 | 126 | 28   | -   |
| 2 | Hubo Handbal     | 12  | 6 | 4 | 0 | 2 | 149 | 149 | 0    | -   |
| 3 | HC Sprimont      | 9   | 6 | 3 | 0 | 3 | 152 | 148 | 4    | -   |
| 4 | KTSV Eupen 1889  | 1   | 6 | 0 | 0 | 6 | 146 | 178 | -32  | -   |

|   | Participation à la finale pour le titre     |
| T | Tenant du titre 2023-2024                   |
| P | Promu de 2023-2024                          |
| C | Vainqueur de la Coupe de Belgique 2024-2025 |

### Matchs
| Résultats (dom.\ext.)                                      | Eup   | Hubo  | St-T  | Spr   |
| KTSV Eupen 1889                                            |       | 29-35 | 21-32 | 22-24 |
| Hubo Handbal                                               | 24-22 |       | 23-28 | 22-20 |
| HB Saint-Trond T                                           | 26-24 | 18-19 |       | 23-15 |
| HC Sprimont                                                | 37-28 | 32-26 | 24-27 |       |
| - Victoire à domicile - Match nul - Victoire à l'extérieur |       |       |       |       |

## Play-downs
Les playdowns sont un mini-championnat opposant en matches aller-retour les six dernières équipes de la saison régulière du championnat réparties en 2 groupes : le 5e, 7e et 10e de la saison régulière dans la poule A, le 6e, 8e, 9e dans la poule B. Avant le début des playdowns, les équipes reçoivent un bonus de points en fonction de leur classement en saison régulière : le 5e et 6e reçoivent 2 points, le 7e et 8e reçoivent 1 point et 9e et 10e n'en reçoivent pas.

### Poule A

#### Classement
|   | Équipe               | Pts | J | G | N | P | Bp  | Bc  | Diff | Dép |
| - | -------------------- | --- | - | - | - | - | --- | --- | ---- | --- |
| 1 | HC Atomix P          | 10  | 4 | 4 | 0 | 0 | 158 | 114 | 44   | -   |
| 2 | DHC Waasmunster      | 5   | 4 | 2 | 0 | 2 | 129 | 129 | 0    | -   |
| 4 | Fémina Visé Handball | 0   | 4 | 0 | 0 | 4 | 100 | 144 | -44  | -   |

|   | Participation à la finale pour le maintien  |
| T | Tenant du titre 2023-2024                   |
| P | Promu de 2023-2024                          |
| C | Vainqueur de la Coupe de Belgique 2024-2025 |

#### Matchs
| Résultats (dom.\ext.)                                      | Ato.  | Vis.  | Waa.  |
| HC Atomix P                                                |       | 41-23 | 36-31 |
| Fémina Visé Handball                                       | 25-40 |       | 29-38 |
| DHC Waasmunster                                            | 35-41 | 25-23 |       |
| - Victoire à domicile - Match nul - Victoire à l'extérieur |       |       |       |

### Poule B

#### Classement
|   | Équipe                  | Pts | J | G | N | P | Bp  | Bc  | Diff | Dép |
| - | ----------------------- | --- | - | - | - | - | --- | --- | ---- | --- |
| 1 | DHC Overpelt            | 9   | 4 | 3 | 1 | 0 | 112 | 93  | 19   | -   |
| 2 | Union Beynoise Handball | 3   | 4 | 1 | 0 | 3 | 103 | 113 | -10  | -   |
| 4 | HV Uilenspiegel Wilrijk | 3   | 4 | 1 | 1 | 2 | 96  | 105 | -9   | -   |

|   | Participation à la finale pour le maintien  |
| T | Tenant du titre 2023-2024                   |
| P | Promu de 2023-2024                          |
| C | Vainqueur de la Coupe de Belgique 2024-2025 |

#### Matchs
| Résultats (dom.\ext.)                                      | Bey.  | Ove.  | Uil.  |
| Union Beynoise Handball                                    |       | 20-25 | 34-21 |
| DHC Overpelt                                               | 37-28 |       | 26-26 |
| HV Uilenspiegel Wilrijk                                    | 30-21 | 19-24 |       |
| - Victoire à domicile - Match nul - Victoire à l'extérieur |       |       |       |

## Finales

### pour le titre
| 18 mai 2025 17h00 | Hubo Handbal | 18 - 21 | HB Saint-Trond T | Sporthal Alverberg, Hasselt |

| 25 mai 2025 15h00 | HB Saint-Trond T | 35 - 15 | Hubo Handbal | Trudo Sporthal, Saint-Trond |

| Champion de Belgique 2024-2025 HB Saint-Trond T 6e victoire |

### pour le maintien
Les deux derniers classés de chaque poule de play-downs disputent une finale en aller/retour où deux victoires sont indispensables pour se maintenir en Division 1. La première rencontre se dispute sur le terrain de l’équipe qui était classée dernière de la poule B à l’issue des play-downs. La deuxième rencontre se dispute sur le terrain de l’équipe qui était classée dernière de la poule A à l’issue des play-downs. Si aucun des deux adversaires n’obtient ces deux victoires, ils rejouent un match final sur le terrain de l’équipe qui était classée dernière de la poule A à l’issue des play-downs.
| 17 mai 2025 16h00 | HV Uilenspiegel Wilrijk (3e playdowns A) | 26 - 29 | Fémina Visé Handball (3e playdowns B) | Sporthal de Bist, Anvers |

| 25 mai 2025 14h00 | Fémina Visé Handball (3e playdowns B) | 26 - 20 | HV Uilenspiegel Wilrijk (3e playdowns A) | Hall omnisports de Visé, Visé |

## Statistiques et récompenses

### Classement des buteuses
Mise à jour le 27 mai 2025
| Rang | Joueuse                           | Club                    | Buts (Saison régulière) | Buts (PO/PD/F) | Total buts |
| ---- | --------------------------------- | ----------------------- | ----------------------- | -------------- | ---------- |
| 1    | Gintare Zemaitiene - Butkeviciute | HC Atomix               | 178                     | 41             | 219        |
| 2    | Delphine Dehousse                 | HC Sprimont             | 147                     | 47             | 194        |
| 3    | Mante Van Damme                   | DHC Waasmunster         | 143                     | 37             | 180        |
| 4    | Zola Amsen                        | Fémina Visé Handball    | 121                     | 34             | 155        |
| 5    | Aiko Schepkens                    | HB Saint-Trond          | 117                     | 34             | 151        |
| 6    | Yanah Renckens                    | DHC Overpelt            | 106                     | 24             | 130        |
| -    | Rhune Geyens                      | Hubo Handbal            | 95                      | 35             | 130        |
| 8    | Sien Buelens                      | HC Atomix               | 93                      | 35             | 128        |
| 9    | Nell Peeters                      | Union Beynoise Handball | 97                      | 17             | 114        |
| 10   | Emma Henderix                     | HC Atomix               | 96                      | 11             | 107        |

### Statistiques et faits marquants
- Meilleure attaque : 707 buts marqués (29,46 buts/match - 553 en saison régulière + 154 en play-offs) pour le HB Saint-Trond
- Meilleure défense : 521 buts encaissés (21,71 buts/match - 395 en saison régulière + 126 en play-offs) pour le HB Saint-Trond
- Plus grand nombre de buts pendant une journée de saison régulière : 333 buts lors de la 6e journée
- Plus grand nombre de buts dans une rencontre : 76 buts lors du match de la 1re journée de play-downs entre le DHC Waasmunster et le HC Atomix (35-41)
- Plus petit nombre de buts dans une rencontre : 35 buts lors du match de la 17e journée entre le Hubo Handbal et le  (19-16)
- Plus large victoire à domicile : 24 buts d'écart lors du match de la 11e journée entre le HB Saint-Trond et le Fémina Visé Handball (42-18)
- Plus large victoire à l'extérieur : 16 buts d'écart lors du match de la 4e journée entre le HV Uilenspiegel Wilrijk et le HB Saint-Trond (18-34)
- Plus grande série sur la saison :
  - de victoires : 8 matches pour Hubo Handbal du 14 septembre 2024 (2e journée) au 30 novembre 2025 (10e journée).
  - de défaites : 15 matches pour le HV Uilenspiegel Wilrijk du 5 octobre 2024 (4e journée) au 22 mars 2025 (1re journée de play-downs).
  - de matchs sans défaite : 8 matches pour Hubo Handbal du 14 septembre 2024 (2e journée) au 30 novembre 2025 (10e journée).
  - de matchs sans victoire : 17 matches pour le HV Uilenspiegel Wilrijk du 21 septembre 2024 (3e journée) au 29 mars 2025 (2e journée de play-downs).

## Classement final
| Rang | Équipe                  | SR  | Remarque                          |
| ---- | ----------------------- | --- | --------------------------------- |
| 1er  | HB Saint-Trond T        | 3e  | Vainqueur de la Coupe de Belgique |
| 2e   | Hubo Handbal            | 1er | -                                 |
| 3e   | HC Sprimont             | 2e  | Finaliste de la Coupe de Belgique |
| 4e   | KTSV Eupen 1889         | 4e  | -                                 |
| 5e   | HC Atomix P             | 5e  | -                                 |
| 5e   | DHC Overpelt            | 6e  | -                                 |
| 7e   | DHC Waasmunster         | 7e  | -                                 |
| 7e   | Union Beynoise Handball | 8e  | -                                 |
| 9e   | Fémina Visé Handball    | 9e  | -                                 |
| 10e  | HV Uilenspiegel Wilrijk | 10e | Relégué en Division 2             |

## Coupe d'Europe

### Parcours européen des clubs engagés
| Club            | Compétition                    | Tour       | Adversaire           | Domicile | Extérieur | Total   |
| --------------- | ------------------------------ | ---------- | -------------------- | -------- | --------- | ------- |
| KTSV Eupen 1889 | Coupe européenne de l'EHF (C4) | 1er tour Q | Haukar Hafnarfjörður | 16 – 38  | 17 – 30   | 33 – 68 |